# (6429) Brancusi
(6429) Brancusi es un asteroide perteneciente al cinturón de asteroides, descubierto el 26 de marzo de 1971 por Cornelis Johannes van Houten en conjunto a su esposa también astrónoma Ingrid van Houten-Groeneveld y el astrónomo Tom Gehrels desde el Observatorio del Monte Palomar, Estados Unidos.

## Designación y nombre
Designado provisionalmente como 4050 T-1. Fue llamado así en honor al escultor rumano Constantin Brâncuși (1876-1957). Inicialmente trabajó en el estilo de Auguste Rodin, pero luego se volvió cada vez más abstracto. Gran parte de su obra se encuentra en París, donde vivió después de 1904.

## Características orbitales
Brancusi está situado a una distancia media del Sol de 2,154 ua, pudiendo alejarse hasta 2,572 ua y acercarse hasta 1,736 ua. Su excentricidad es 0,194 y la inclinación orbital 3,693 grados. Emplea 1154,77 días en completar una órbita alrededor del Sol.

## Características físicas
La magnitud absoluta de Brancusi es 14,44. Tiene 3,291 km de diámetro y su albedo se estima en 0,410.